# Formica prociliata
Formica prociliata es una especie de hormiga del género Formica, familia Formicidae. Fue descrita científicamente por Kennedy & Dennis en 1937.
Se distribuye por los Estados Unidos.

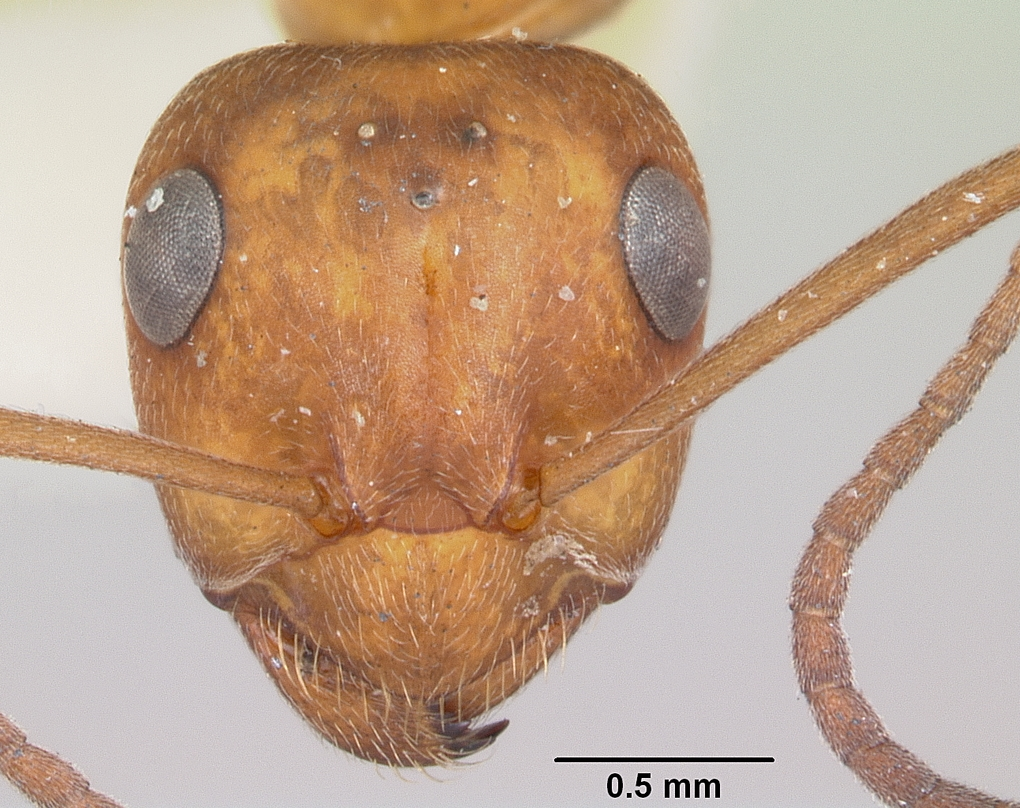
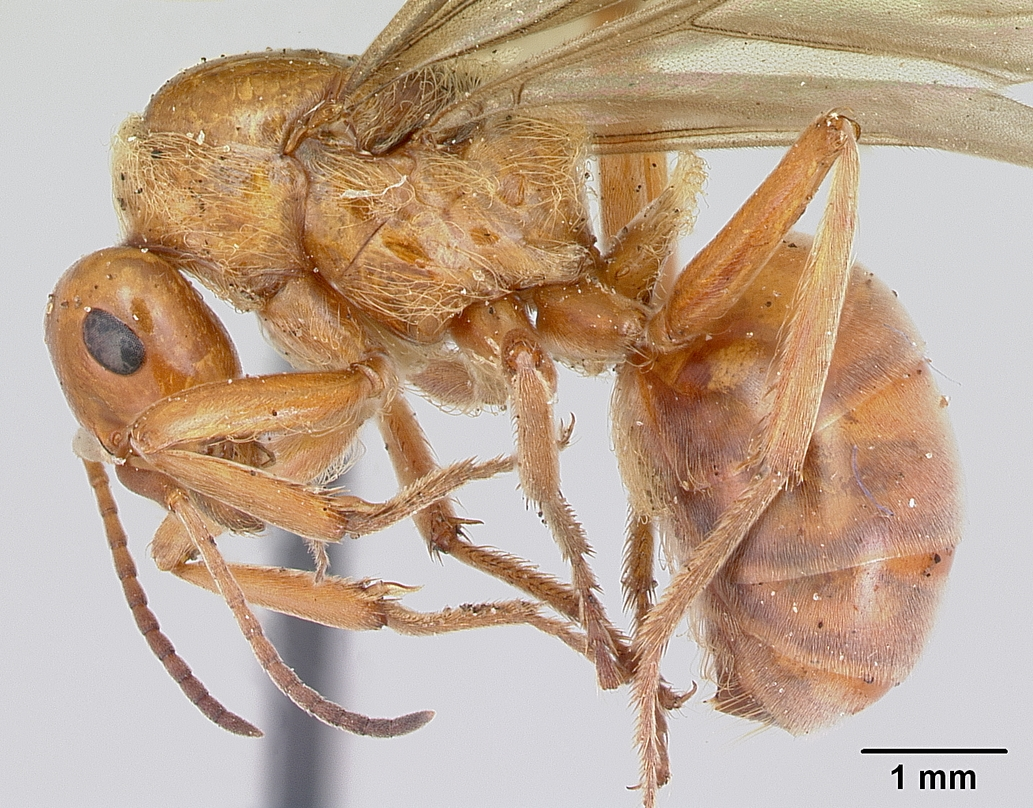
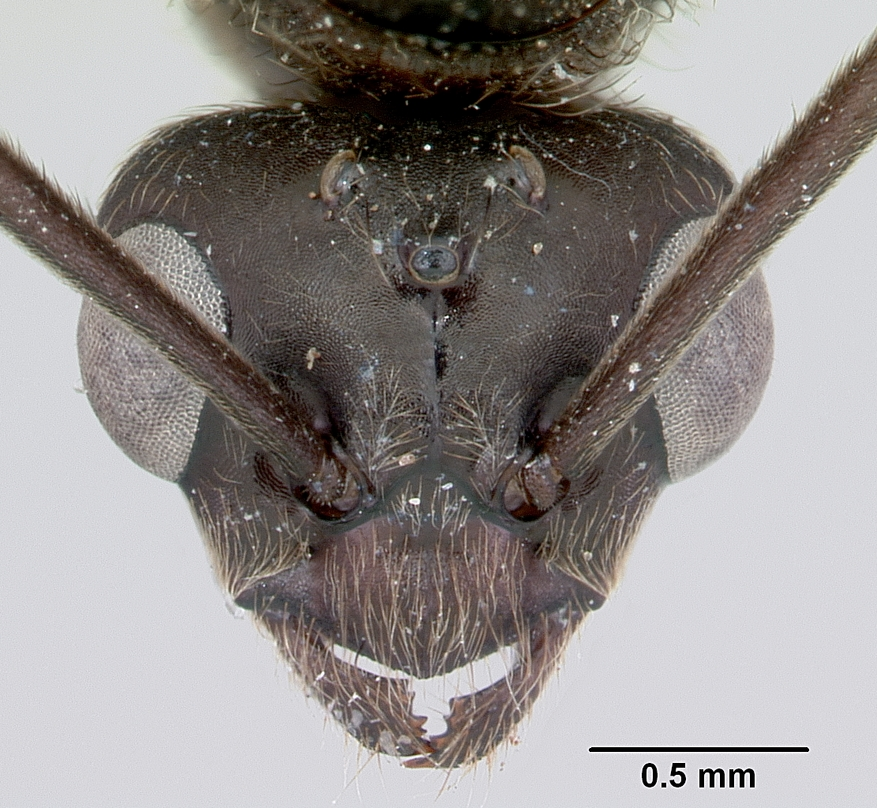
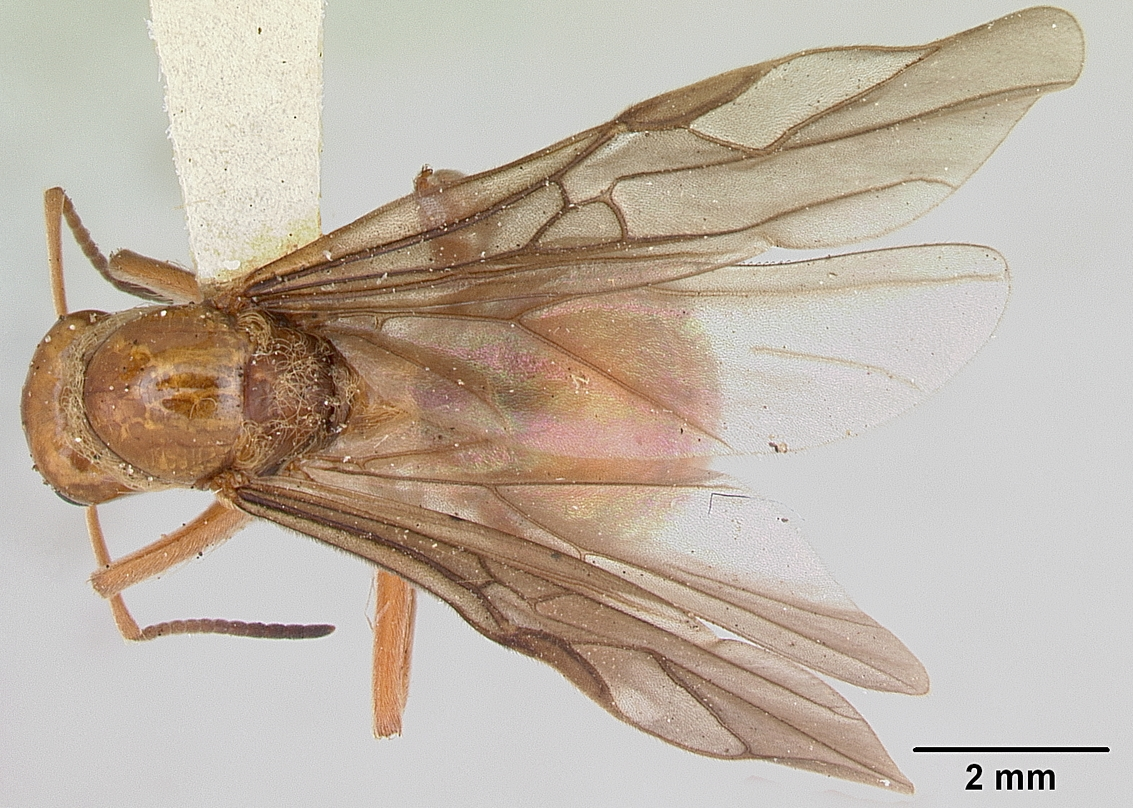